# Hangarahalli, Shrirangapattana
Hangarahalli là một làng thuộc tehsil Shrirangapattana, huyện Mandya, bang Karnataka, Ấn Độ.